# Dennis van der Geest
Dennis van der Geest (n. 27 iunie 1975, Haarlem, Țările de Jos) este un judocan ce a reprezentat Regatul Țărilor de Jos, medaliat olimpic. A participat la 3 ediții ale Jocurilor Olimpice (2000, 2004, 2008) în care a câștigat o medalie de bronz.